# Kim Hiorthøy
Kim Hiorthøy (né le 27 mars 1973) est un graphiste, plasticien, écrivain et musicien norvégien.

## Biographie
Kim Hiorthøy est né et a grandi à Trondheim en Norvège. Il a étudié à l'Académie des Beaux-Arts de Trondheim (1991-1996) ainsi qu'à l'Académie royale des beaux-arts du Danemark (1999-2000) à Copenhague. Durant ses études à Trondheim, il passa en outre un an à l'étranger, en 1994, pour assister aux cours de l'École des Arts visuels de New York.
Actuellement, Il vit et travaille à Berlin.
Une version fictionnelle de K. Hiorthøy apparaît dans L, un roman d'Erlend Loe.

## Carrière
Au début de sa carrière, il a créé plusieurs pochettes d'album pour les labels norvégiens Rune Grammophon et Smalltown Supersound, actifs dans le nu jazz ainsi que dans la musique électronique. Il a ensuite illustré plusieurs couvertures de romans ainsi que des albums pour enfants.
En parallèle à son activité de graphiste, Kim Hiorthøy a aussi composé plusieurs albums et e.p. de musique électronique, tous sortis sur le label Smalltown Supersound.

## Discographie
- "Hei", 2000 (CD), Smalltown Supersound
- "Melke", 2001 (CD), Smalltown Supersound
- "Hopeness EP", 2004 (CD), Smalltown Supersound
- "For the Ladies", 2004 (CD), Smalltown Supersound
- "Live Shet", 2004 (CD), Smalltown Supersound
- "This Record Can Not Set Me On Fire", 2006 (12"), Smalltown Supersound
- "I'm This, I'm That", 2006 (7"), Smalltown Supersound
- "My Last Day", 2007 (CD), Smalltown Supersound

## Filmographie partielle

### Au cinéma
- 2012 : Som du ser meg de Dag Johan Haugerud